# Technische Berufliche Schule 1
Die Technische Berufliche Schule 1 (TBS1) ist ein Berufskolleg in Bochum mit technischen Bildungsgängen der Aus- und Weiterbildung. Die fachlichen Schwerpunkte sind: Metall-/Maschinenbautechnik, Elektrotechnik, Informationstechnik und Chemietechnik.
Seit 2010 werden am Gebäude umfangreiche Um- und Ausbauten vorgenommen. So wurden in Räumen des ehemaligen Gymnasiums am Ostring moderne Chemielabore eingerichtet. 2017 wurden weite Teile der Brandschutzsanierung im Hauptgebäude abgeschlossen. Das Gebäude am Ostring selbst steht gemeinsam mit dem Walter-Gropius-Berufskolleg unter Denkmalschutz.

## Bildungsangebote
Grundlage des Bildungsangebots ist die APO-BK. des Landes Nordrhein-Westfalen.
Die Bildungsgänge der Berufsschule werden in teilzeitform unterrichtet, die der Berufsfachschule in vollzeitform, die der Fachschule in teilzeit-, schicht- oder vollzeitform und die Fachoberschule in teilzeit- und vollzeitform.

Bildungsgänge der TBS1 nach Fachrichtung und APO-BK Anlagen

Metall- und Maschinenbautechnik ist traditionell der Bereich der TBS1 mit den meisten Schülern. Begründet ist dies dadurch, dass Bochum über einen langen Zeitraum einen wirtschaftlichen Schwerpunkt in der metallerzeugenden und metallverarbeitenden Industrie hatte. Durch Einrichten neuer moderner Werkstätten wie beispielsweise eines Robotorlabors wurde die Lernumgebung den Anforderungen der Digitalisierung in den Unternehmen angepasst. In der Berufsschule (Anlage A1.1) werden folgende Bildungsgänge unterrichtet: Industriemechaniker, Zerspanungsmechaniker, Feinwerkmechaniker, Verfahrensmechaniker und Technischer Produktdesigner. Darüber hinaus werden in diesem Bereich die Fachschule für Maschinenbautechnik (Anlage E3) und eine einjährige Berufsfachschule (Anlage B2) mit dem Ziel der Fachoberschulreife angeboten.
Elektrotechnik ist der Bereich mit den zweitmeisten Schülern. In der Berufsschule (Anlage A1.1) werden folgende Bildungsgänge unterrichtet: Elektroniker für Energie- und Gebäudetechnik, Elektroniker für Betriebstechnik und Mechatroniker. Darüber hinaus werden in diesem Bereich die Fachschule für Elektrotechnik (Anlage E3), eine einjährige Berufsfachschule (Anlage B2) mit dem Ziel der Fachoberschulreife und eine zweijährige Berufsfachschule mit dem Ziel der Fachhochschulreife (Anlage C2) angeboten.
Informationstechnik ist der Bereich mit der größten Zuwachsrate. In der Berufsschule (Anlage A1.1) werden folgende Bildungsgänge unterrichtet: Fachinformatiker Schwerpunkt Anwendungsentwicklung, Fachinformatiker Schwerpunkt Systemintegration und IT-Systemselektroniker. In der dreijährigen Berufsfachschule (Anlage C1) wird der Informationstechnische-Assistent angeboten.
Chemietechnik ist der Bereich, der in den letzten Jahren mit hochmodernen Labors im Bereich der Mess- und Prüftechnik ausgestattet wurde. In der Berufsschule (Anlage A1.1) wird der Chemikant unterrichtet. Darüber hinaus werden in diesem Bereich die dreijährigen Berufsfachschule (Anlage C1) mit dem Chemisch-technischen Assistenten und die Fachschule für Chemietechnik mit den Schwerpunkten Betriebstechnik und Labortechnik (Anlage E3) angeboten.
Die Fachoberschule findet in den Bereichen Metalltechnik, Elektrotechnik oder Chemietechnik statt.
Seit Sommer 2015 gibt es die Internationalen Förderklassen am Berufskolleg. Ihr Ziel ist es, jugendlichen Migranten aus den Kriegs- und Krisengebieten dieser Welt Deutschkenntnisse zu vermitteln und Möglichkeiten des Einstiegs in das deutsche Bildungssystem zu eröffnen.

## Auszeichnungen und Preise ab September 2013
- Bochumer Klimaschutz Award 2018 mit dem Beitrag „eBike Garage“[5]
- Förderpreis für das Zukunftsprojekt 2017 der Stadtwerke Bochum für „RuhrChemAlytic – Junge Talente finden, fordern und fördern“[6]
- Labexchange Förderpreis 2017 der Wolfgang Kuster Stiftung für die RuhrChemAlytic eSG[7]
- Deutscher Klimapreis der Allianz Umweltstiftung 2017 als „nachhaltige Schule“[8]
- Erster Platz im Planspiel Börse 2017 der Sparkasse Bochum[9]
- Erster Platz im Planspiel Börse 2016 der Sparkasse Bochum[10]
- Talent Award 2015 „Dr. Tausendfreund“[11]
- Sonderpreis des Energiesparwettbewerbs „Klima & Co“ 2014[12]
- Auszeichnung der Industrie- und Handelskammer: Beschulung der Landesbesten in den Berufen „Zerspanungsmechaniker/in“ und „Verfahrensmechaniker/in in der Hütten- und Halbzeugindustrie“
- Seit Februar 2021 akkreditierte Erasmus+ Schule im Bereich der beruflichen Aus- und Weiterbildung

## Schulpartnerschaften
Derzeit (Stand April 2018) werden drei Schulpartnerschaften gepflegt:
- seit 2003 mit dem Leyton Sixth Form College, London
- seit 2008 mit der spanischen Hochschule DONAPEA, Pamplona
- seit 2017 mit der polnischen Schule Zespół Szkół nr 18 we Wrocławiu, Breslau

## Geschichte der TBS1 im Kontext der beruflichen Bildung in Bochum

### 1815 bis 1870: Handwerker-Fortbildungsschule und Gewerbeschule
Nach dem Wiener Kongress, der Europa nach der Niederlage Napoleons neu ordnete, sollte die Wirtschaft in Preußen durch weitreichende Reformen gefördert werden, so dass dem Staat ausreichende und regelmäßige fiskalische Einnahmen zuflossen. Zur Sicherung der Einkünfte aus dem Bergbau, der sich in dieser Zeit vom landwirtschaftlichen Nebenerwerb zum eigenständigen Gewerbe weiterentwickelt hatte, wurden ausgebildete Führungskräfte benötigt. Um diesen Bedarf zu decken und um die häufig mangelhafte Bildung der Bergleute zu verbessern, wurde 1816 in Bochum die westfälische Bergschule errichtet. Die dafür erforderlichen Finanzmittel wurden von den Bergbaubetrieben aufgebracht, der Unterricht wurde nebenberuflich von Beamten der Bergbehörden erteilt.

Zur Förderung von Wirtschaft und Industrie in der preußischen Provinz Westfalen initiierte Peter Beuth (1781–1853) als Abteilungsleiter im preußischen Innenministerium 1824 die Gründung einer gewerblichen Ausbildungsstätte, einer Gewerbeschule, in Hagen. Diese war eine organisatorisch und im Hinblick auf die Lehrinhalte weiter entwickelte Handwerkerschule und grenzte sich deutlich ab gegenüber dem Lehrbetrieb an Gymnasien und Universitäten – hier sollten nicht wissenschaftliche, sondern praktische Kenntnisse vermittelt werden. Zunächst wurde die Gewerbeförderung durch technische Bildung auch noch überlagert vom Bedürfnis des Bürgertums zur sozialen Integration der unteren Bevölkerungsschichten. So wurden die handwerklich-zünftischen Traditionen verknüpft mit schulischem Lernen in der Fortbildungsschule, das die Defizite der Elementarschule am Sonntag aufarbeiten sollte. Der Unterricht beschränkte sich deshalb auf Deutsch (Lesen im Neuen Testament, Schreiben biblischer Sprüche), Rechnen und Geometrie.
Als 1844 Jacob Mayer eine Gussstahlfabrik eröffnete, drängte die Bochumer Verwaltung auf die Eröffnung einer Sonntags-Fortbildungsschule. Durch den Einsatz von Fachleuten (Bauconducteur Crone und Bergassessor Küper) versuchte man, an die guten Erfahrungen der Bergschule anzuknüpfen und Bauhandwerker für den Besuch der Schule zu gewinnen. Die Arbeiter der sich entwickelnden Industriebetriebe wurden noch nicht in den Blick genommen. Es wurde versucht, den steigenden Bedarf an Fachkräften für die mittlere und gehobene Führungsebene der Industrie durch Ausbildung geeigneter Handwerker und jugendlicher Schüler zu decken. Da nicht genügend Ausbildungsstellen existierten – in Westfalen nur die Gewerbeschule in Hagen –, wurden neue Gewerbeschulen in Iserlohn und Bochum eingerichtet.
Das preußische Ministerium für Handel und Gewerbe genehmigte am 17. November 1851 die Eröffnung einer Provinzial-Gewerbeschule in Bochum, für die 1853/1854 ein eigenes Gebäude auf dem Grundstück Wittener Straße 7 (heute Teil der Massenbergstraße) errichtet wurde. Der Einzug erfolgte am 1. Mai 1854. Der erste Schulleiter war Gustav Carl Hermann Halleur, Mediziner und Fachmann in der neuen Technik der Fotografie; ihm folgte Franz Ferdinand Bothe, der aber schon im Herbst 1856 Leiter der Gewerbeschule Saarbrücken wurde. Karl Bardeleben leitete bis 1873 als dritter Direktor die junge Schule.
Nach dem Organisationserlass vom 5. Juni 1850 war an jede Provinzial-Gewerbeschule eine Handwerker-Fortbildungsschule unter gemeinsamer Leitung angeschlossen. Die Lehrer der Gewerbeschule unterrichteten, unter Anrechnung auf ihr Stundendeputat, auch an der Fortbildungsschule. Unterrichtet wurde ganztags in den Fächern Deutsch, Mathematik, kaufmännisches Rechnen, Physik, Mechanik und Maschinenlehre, Chemie und chemische Technologie, Baukonstruktionslehre und (technisches) Zeichnen. Nach zwei (eventuell drei) Jahren wurde mit dem Abschluss auch die Berechtigung zum Besuch des Gewerbeinstituts Berlin erworben, die Gesellenzeit bis zur Meisterprüfung wurde auf ein Jahr verkürzt. Aufgenommen werden konnte, wer mindestens 14 Jahre alt war und Kenntnisse besaß, die bis zur Quarta an einem Gymnasium oder an einer höheren Bürgerschule erworben werden konnten. Junge Erwerbstätige konnten sich auf den Besuch entweder an der Handwerker-Fortbildungsschule oder in einer Vorklasse zur Gewerbeschule vorbereiten.
Die wachsenden Qualifikationsanforderungen in der Industrie und die Bemühungen des Vereins Deutscher Ingenieure (VDI), der Interessenvertretung der Ingenieure, um mehr soziale Anerkennung führten in der zweiten Hälfte des 1860er-Jahre zu Bestrebungen, die Gewerbeschule in Preußen neu zu organisieren. Durch Erhöhung der Eingangsqualifikation und die Einbeziehung allgemeinbildender Inhalte sollte nach Meinung des VDI an das „Berechtigungswesen“ der preußischen Gymnasien Anschluss gefunden werden. Beide Interessenstränge führten dann zum Organisationserlass des Handelsministeriums zur Gewerbeschule vom 20. März 1870, in dem die Verlängerung der Gewerbeschule auf drei Jahre und die Einrichtung einer gesonderten Gewerbevorschule geplant war. Die organisatorische Verbindung zur Fortbildungsschule wurde aufgelöst.
Gleichzeitig wurde versucht, in Bochum die Akzeptanz der Fortbildungsschule zu erhöhen. Obwohl die Bochumer Ortspolizeiverordnung vom 11. Februar 1853 die „Lehrlinge aller Handwerke, für welche eine Meister-Prüfung vorgeschrieben ist“ oder vorgeschrieben werden könnte zum Besuch der Handwerker-Fortbildungsschule verpflichtet, wurde der Unterricht der städtischen Fortbildungsschule nur schleppend besucht, die Unterrichtsinhalte wurden anscheinend von den Bochumer Handwerkern nicht angenommen. Diese gründeten Anfang 1865 eine private Fortbildungsschule unter der Leitung des Gymnasialdirektors Seidel, die 1869 als städtische Schule weitergeführt wurde. Der Unterricht fand in den ersten Jahren in den Räumen des Gymnasiums statt. Mit der nebenamtlichen Leitung der nun von der Gewerbeschule getrennten Fortbildungsschule wurde 1870 der Gewerbeschullehrer Hüser betraut.

### 1871 bis 1918: Von der Gewerbeschule zur Fortbildungsschule, Fachschule und Realschule
Die neugeordnete Königliche Provinzialgewerbeschule entwickelte sich bei dem raschen industriellen Aufstieg Bochums zu einer nachgefragten höheren Schule. Sie wurde 1875 von 253 Schülern besucht, das Gymnasium von 240 Schülern. Die Vorbereitungsklasse auf die Gewerbeakademie war besonders begehrt, während die gewerblichen Fachklassen kaum besucht wurden. 1873/1874 kam die chemisch-technische Fachklasse, 1875/1876 die Maschinenbauklasse und 1878/1879 die bautechnische Fachklasse zustande. Immerhin unterschied sich hierin die Situation in der heranwachsenden Industriegroßstadt Bochum von der fast aller anderen preußischen Provinzialgewerbeschulen, die 1877 in allen 19 Schulen zusammen nur 63 Schüler in den Fachklassen unterrichteten.
Die durch die fortschreitende Akademisierung der Ingenieursausbildung bedingte Niveauanhebung der Gewerbeschule und der Erfolg der Vorbereitungsklasse zur Gewerbeakademie führte gleichzeitig zu einem Mangel an geeigneten Fachkräften für die mittlere Ebene in den Eisenhütten und Maschinenfabriken. Dieser Interessenkonflikt wurde gelöst, indem 1878 mit dem Beschluss zur Auflösung der Institution Gewerbeschule das Ende dieser Bildungseinrichtung eingeleitet wurde. Die Vorbereitung für die akademische Berufsausbildung und höhere Berufe im öffentlichen Dienst wurde jetzt getrennt von der Berufsausbildung der mittleren und gehobenen Fachkräfte der privaten Wirtschaft.
In vielen Städten des Ruhrgebiets entstanden zur gleichen Zeit Probleme, die arbeitende Jugend in die bürgerliche Gesellschaft des Kaiserreichs einzubinden; deshalb nahmen die Bestrebungen zu, berufstätige (männliche) Jugendliche zum Besuch der Fortbildungsschule zu verpflichten. Ein Kultusminister-Erlass vom 17. Juni 1874 ermöglichte erstmals die Zahlung von Zuschüssen zur Erhöhung der Gewerbstüchtigkeit der arbeitenden Klassen durch Fortbildungsschulen. Gleichzeitig wurden erste allgemeine Vorschriften über die Einrichtung von Fortbildungsschulen erlassen, die u. a. die Öffnung der Schulen für Fabrikarbeiter vorsahen. Die Handwerker-Fortbildungsschule wurde deshalb am 26. Februar 1875 in Städtische Fortbildungsschule umbenannt.
Da der Schulleiter Hüser als Kreisschulinspektor zum Kreis Beckum wechselte, wurde Direktor Schütz, Leiter der evangelischen höheren Töchterschule, im April 1877 nebenamtlicher Fortbildungsschuldirektor. Die Bezirksregierung Arnsberg sagte der Stadt Bochum einen jährlichen Zuschuss von 5.000 Mark für den Betrieb der Pflicht-Fortbildungsschule zu. In Bochum wurden daher durch das Ortsstatut vom 11. Januar 1878 „Gesellen, Gehülfen und Lehrlinge, sofern sie das sechszehnte Lebensjahr nicht überschritten haben“ zum Besuch der Fortbildungsschule verpflichtet.
Am 1. April 1882 wurde die Bochumer Gewerbeschule in eine städtische Bürgerschule (ohne Latein) und eine niedere Fachschule für Maschinen- und Eisenhüttenleute aufgeteilt. Diese nahm als Rheinisch-Westfälische Hüttenschule am 3. Juli 1882 mit den Fachklassen für Maschinenbau und Hüttenwesen den Lehrbetrieb auf. Damit wurde den Bestrebungen aus dem Verein Deutscher Eisenhüttenleute entsprochen, die auch vom Bochumer Bergschuldirektor Hugo Schultz unterstützt wurden. Dort sollten in drei Semestern Werkmeister für die Maschinenbau- und Eisenhütten-Industrie ausgebildet werden. Aufnahmevoraussetzung der Fachschule war der Volksschulabschluss und vierjährige Berufspraxis. Die Absolventen des Maschinenbaus arbeiteten vorwiegend als Maschinensteiger im Bergbau, ein kleinerer Teil als Werkmeister im Maschinenbau. Fast die Hälfte der Teilnehmer erhielt Stipendien, die von Unternehmen aus dem Ruhrgebiet aufgebracht wurden. Doch noch vor dem Auslaufen der zwischen Handelsministerium und Stadt Bochum vereinbarten zwölfjährigen Vertragsdauer wurde die Schule in Bochum geschlossen. Die Rheinisch-Westfälische Hüttenschule wurde 1891 nach Duisburg verlegt und dann als königlich preußische Maschinenbau- und Hüttenschule fortgeführt.
Zu Ostern 1887 erfolgte die Umwandlung der Bürgerschule zur Realschule und ab 1. April 1892 zur neunklassigen Oberrealschule, der heutigen Goethe-Schule. In Bochum war für die nächsten Jahrzehnte keine Institution der „höheren“ gewerblich-technischen Bildung für Beschäftigte in der Hüttenindustrie und im Maschinenbau mehr ansässig. Die Ausbildung der Maschinensteiger des Bergbaus, die bisher in der Hüttenschule stattfand, wurde nun von der Bergschule durchgeführt.
Die großen Bochumer Industriebetriebe unterstützten die Fortbildungsschulpflicht. Die gewerbliche Fortbildungsschule bot jetzt Deutsch, Rechnen, Buchführung, Naturlehre/Physik und technisches Zeichnen an. In der Unterstufe wurde der Elementarschulstoff unter Berücksichtigung der gewerblichen bzw. kaufmännischen Praxisbedürfnisse wiederholt und vertieft. In der Oberstufe wurden die Schüler nach Tätigkeiten mit (konstruktions-)zeichnerischen (Abteilung A) und mehr nichtzeichnerischen Inhalten (Abteilung B) differenziert. In der Abteilung B lag der Schwerpunkt auf kaufmännischem Rechnen und Zinsrechnung sowie dekorativem Zeichnen. In der „Selecta“, die vorwiegend von freiwilligen Schülern mit Lehrabschluss oder längerer Berufserfahrung besucht wurde, wurde anspruchsvoller berufsbezogener Lehrstoff unterrichtet, der über die Inhalte der Lehre hinausging. In diesen Klassen unterrichteten vorwiegend Praktiker und Gewerbeschullehrer im Nebenamt. Aber auch die übrigen Lehrer (Elementarschullehrer, Gymnasiallehrer, Bergschullehrer) sowie die Schulleitung führten ihre Aufgaben nebenberuflich aus. Möglich gemacht wurde dies auch durch die Lage des Unterrichts in den Abendstunden von 19.30 bis 21.30 Uhr sowie am Sonntagvormittag.
Im Bericht des Schulinspektors der Arnsberger Bezirksregierung, Regierungsrat Lodemann, wurde die Bochumer Fortbildungsschule 1880 als führend im Ruhrgebiet bezeichnet. Aber Bochumer Handwerker forderten die Aufhebung der Fortbildungsschulpflicht; sie waren auf die Arbeitskraft der Lehrlinge angewiesen. Auch sonst versuchten die Handwerker, die Fortbildungsschulpflicht unter verschiedenen Vorwänden zu unterlaufen und die Lehrlinge nach dem Ende der Fortbildungsschulpflicht vom weiteren Schulbesuch abzuhalten. Im Gegensatz dazu wurde durch viele Bochumer Industriebetriebe sowie die Bergisch-Märkische Eisenbahn-Gesellschaft von den Lehrlingen der Besuch der Fortbildungsschule auch nach dem Ende der Schulpflicht gefordert, und das dann notwendige Schulgeld wurde vom Lehrherrn bezahlt.
Die 1878 eingeführte Schulorganisation blieb prinzipiell bis zum Schuljahr 1902/1903 bestehen, indem eine Metallarbeiter-Fachklasse eingerichtet wurde, um ältere Facharbeiter der Industrie weiterzuqualifizieren. Es ist zu vermuten, dass die Bochumer Fortbildungsschule durch den Einsatz von Ingenieuren der Bochumer Industrie als nebenberufliche Lehrer und durch Kontakte auf Schulleitungsebene über den Qualifizierungsbedarf der Bochumer Industrie informiert war, so „daß die Fortbildungsschule aufgrund ihrer Organisationsstruktur gewisse fachschulische Funktionen zu übernehmen in der Lage war und über den lebenslaufinstitutionalisierenden Effekt hinaus reale Qualifikationsleistungen erbringen konnte. […] Daß für die angebotenen Berufsqualifikationen ein Bedarf von seiten der Industrie bestand, erweist sich in der Unterstützung des Schulbesuchs durch die Betriebe.“ Doch auch für die industriebetriebliche Bildung galt, dass sie nicht nur qualifizierende, sondern nicht zuletzt auch sozialisierende Funktionen erfüllte, es ging zugleich um die Sicherung der Erziehung der gewerblich tätigen Jugend. Die Hoffnung auf beruflichen Aufstieg ließ die Anzahl der Schüler deshalb bis auf 490 im Jahr 1888 ansteigen.
Während zeitgleich zum Gymnasium 1860 bzw. 1865 Schulen für katholische bzw. evangelische „höhere Töchter“ errichtet wurden, wurde erst 1885 eine freiwillige Frauen-Fortbildungsschule eröffnet, in der nachmittags in zwei Stunden „weibliche Handarbeiten“ unterrichtet wurden. Dieser folgte 1891 eine Haushaltungsschule für „Töchter der arbeitenden Klassen“.
Kaufmännische Inhalte wurden in der gewerblichen Fortbildungsschule nur unzureichend unterrichtet, so dass die Bochumer Kaufmannschaft und führende Industrielle auf die Einrichtung einer entsprechend spezialisierten Fortbildungsschule hinarbeiteten. Am 29. Oktober 1888 konnte der Kaufmännische Verein deshalb eine kaufmännische Fortbildungsschule unter Leitung des Realschuldirektors Liebhold eröffnen.
Die Ausdehnung der Fortbildungsschulpflicht auf alle jugendlichen gewerblichen Arbeiter durch Änderung des Ortsstatuts vom 12. Oktober 1891 führte zu einer weiteren Erhöhung der Schülerzahl. Am 28. Juni 1892 besuchten 557 Schüler die Bochumer Fortbildungsschule. Es wurde offenkundig, dass ein zunehmend verfachlichter Unterricht eine entsprechende Schulleitung erforderte. Der Ingenieur und frühere Gewerbe-, nunmehrige Bergschullehrer Gerhard Oldenburger wurde 1894 nebenamtlicher Direktor der städtischen gewerblichen Fortbildungsschule. Die Orientierung der Fortbildungsschule am fachlichen Qualifikationsbedarf und an der Sozialisation der gewerblichen Jugendlichen wurde berücksichtigt in der Abänderung der Vorschriften für Fortbildungsschulen 1897 durch die Gewerbeordnungsnovelle.
Gleichzeitig wurden mit der Novellierung Gesellenprüfungen eingeführt, deren Durchführung den Handwerkskammern übertragen wurde. Der Prüfungsausschuss bestand aus Innungsmitgliedern und Gesellen; Fortbildungsschullehrer waren nicht vorgesehen. Mit der Aufsicht der Handwerkskammern über das Lehrlingswesen wurde das Handwerk als staatserhaltende Kraft weiter gefördert und die handwerkliche Berufsausbildung zum Prototyp der nichtakademischen Ausbildung in Deutschland. Andere Formen der Ausbildungsorganisation blieben die Ausnahme: „Die Zurücklegung der Lehrzeit kann auch in einem dem Gewerbe angehörenden Großbetriebe erfolgen und durch den Besuch einer Lehrwerkstätte oder sonstigen gewerblichen Unterrichtsanstalt ersetzt werden.“
Die Fortbildungsschule hatte inzwischen einen festen Platz in der Bochumer Schullandschaft. Als die Oberrealschule 1898 ein neues Gebäude an der Goethestraße bezog, wurde das innerstädtische Schulgebäude Wittener Straße 7 von der Fortbildungsschule weitergenutzt. Das bisherige Schulgebäude Roonstraße 22–24 wurde nun der Kaufmännischen Schule überlassen.
An den städtischen Fortbildungsschulen für männliche und weibliche Personen und den zugehörigen Fachschulen unterrichteten im Jahr 1905 neben dem Schulleiter Oldenburger (von der Bergschule) der Maschinentechniker Görlitz, die Zeichenlehrer Graff (vom Gymnasium), Grunewald und Herwig (von der Oberrealschule), die Bauamtstechniker Middelmenne und Rust sowie 20 Volksschullehrer. Zusätzlich unterrichteten bei den Bauhandwerkern der Architekt Gerbens und Bauamtsassistent Kerstein sowie in der Fachschule für Damenkleidung drei Lehrerinnen und in der Haushaltungsschule zwei Lehrerinnen.

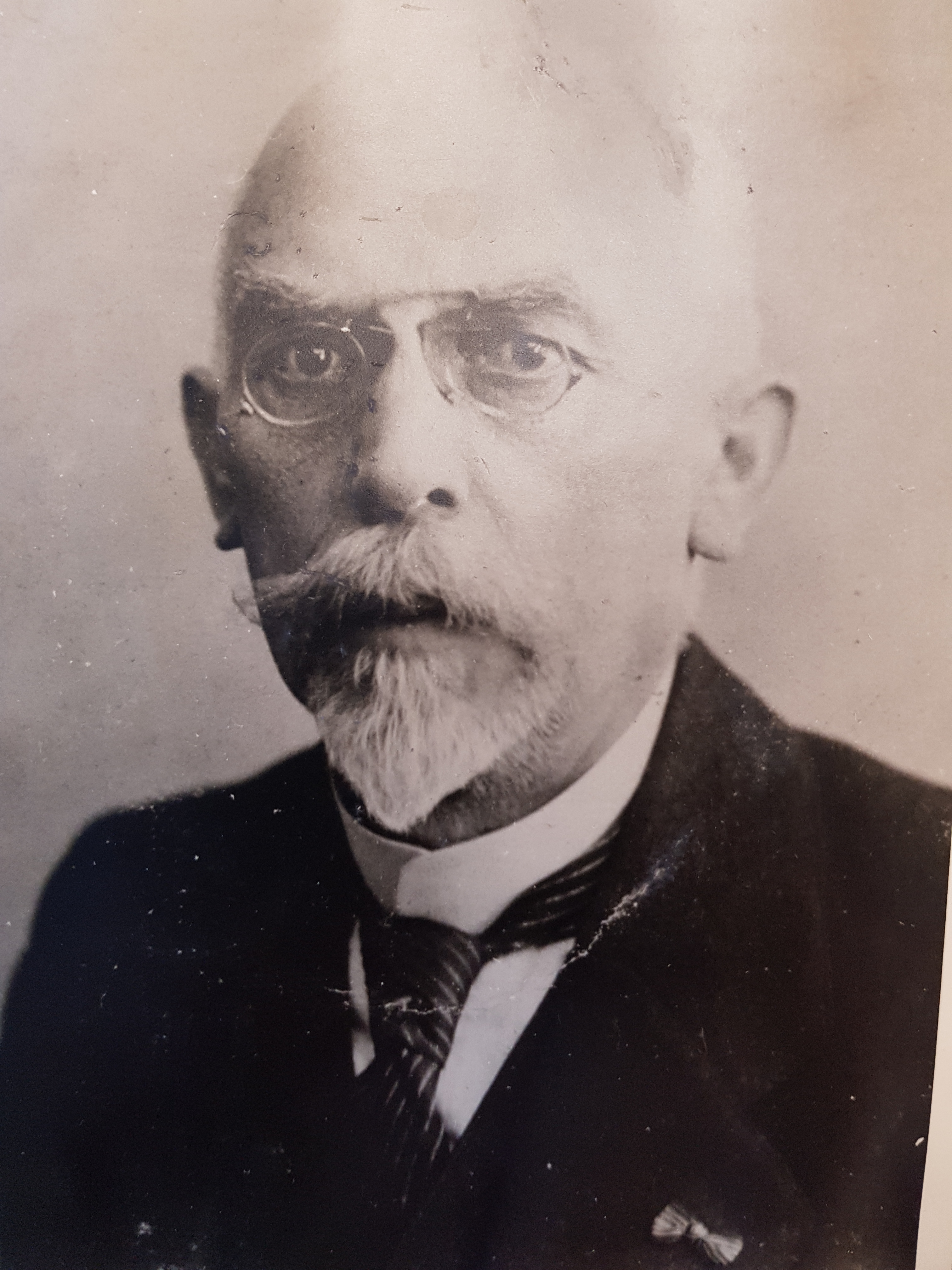
Wilhelm Grunewald, Direktor aller gewerblichen Fortbildungsschulen von 1907 bis 1922

Die Konsolidierung wurde 1907 durch die Ernennung des Oberrealschul-Zeichenlehrers Wilhelm Grunewald zum ersten hauptamtlichen Direktor aller gewerblichen Fortbildungsschulen fortgesetzt. Er blieb über die schwierige Kriegs- und Nachkriegszeit bis 1922 im Amt.
In den am 1. Juli 1911 erlassenen „Bestimmungen über Einrichtungen und Lehrpläne der gewerblichen und kaufmännischen Fortbildungsschulen“ des Ministers für Handel und Gewerbe wurden für Preußen – somit auch für Bochum – neue Grundlagen geschaffen. Die Unterrichtsfächer der Fortbildungsschule waren jetzt: 1. Berufs- und Bürgerkunde a) Fachkunde b) Geschäftskunde c) Bürgerkunde 2. a) Rechnen b) Buchführung 3. Zeichnen 4. Werkstattunterricht 5. Freiwillige Veranstaltungen a) Religiöse Unterweisung b) Einrichtungen der Jugendpflege c) Freiwillige Kurse. Es wurde eine Gliederung nach Beruf und Lernfortschritt festgelegt und als allgemeine Grundsätze für den Unterricht festgelegt, dass „tunlichst von dem Verfahren der Werkstatt auszugehen“ ist „und nach Möglichkeit einfache Versuche, Proben, Modelle, Skizzen usw. zu verwenden sind. Die Geschäfts- und die Bürgerkunde soll in den 'Mittelpunkt des Unterrichts' gestellt werden“.

### 1918 bis 1945: In der Wachstumsphase
Ihre staatliche Anerkennung erfuhr die Berufsschule durch den Artikel 145 der Weimarer Reichsverfassung: „Es besteht allgemeine Schulpflicht. Ihrer Erfüllung dient grundsätzlich die Volksschule mit mindestens acht Schuljahren und die anschließende Fortbildungsschule bis zum vollendeten achtzehnten Lebensjahre. Der Unterricht und die Lernmittel in den Volksschulen und Fortbildungsschulen sind unentgeltlich“. Doch fand sich, auch wegen der Kosten für die Ausweitung der Berufsschulpflicht, während der Zeit der Weimarer Republik nie eine parlamentarische Mehrheit für gesetzliche Regelungen, weder in Preußen noch im Reich. In Preußen war sie weiter über Ortsstatute geregelt, das Abschlusszertifikat gewährte auch weiterhin kein Eintrittsrecht für höhere Schulen oder Positionen.
Aber schon in den ersten Jahren der Republik erhielt die Berufsschule neue zusätzliche Aufgaben. Aus Bochum wurde 1920 berichtet: „Sämtliche Krieger der Provinz Westfalen, denen Glieder abgeschossen sind, werden fortan im hiesigen Bergmannsheil untergebracht. […] An der gewerblichen Fortbildungsschule in Bochum ist für diese tapferen Helden ein Lehrkursus errichtet worden. Er erstreckt sich auf Geschäftskunde, Rechnen und gewerbliche Buchführung.“
Neben der Wiedereingliederung der Kriegsversehrten wies man den Berufsschulen durch Ausdehnung der Schulpflicht die Bekämpfung der dramatischen Jugendarbeitslosigkeit zwischen 1923 und 1926 als neue Aufgabe zu. Der Fortbildungsschullehrer Anton Cramer wurde am 1. Oktober 1922 zum Direktor der Städtischen Berufs- und Gewerbeschule in Bochum ernannt und musste sich sogleich diesen schwierigen Aufgaben stellen. Durch Ortssatzung vom 20. April 1924 wurde in Bochum die Berufsschulpflicht der unverheirateten, auch arbeitslosen, Jugendlichen beider Geschlechter bis zum 18. Lebensjahr erweitert.
Nach Überwindung der politischen Instabilität des Ruhrgebiets in den Anfangsjahren der Weimarer Republik durch den zur Abwehr des Kapp-Putsches 1920 ausgebrochenen Aufstand von Arbeitern des Ruhrgebiets (Rote Ruhrarmee) und durch die französisch-belgische Ruhrbesetzung 1923/1924 wurden weitere organisatorische Maßnahmen vorgenommen. Die Bochumer Berufsschule wurde 1924 um eine Betriebs-Fachschule erweitert, die in Vollzeitform in zwei Semestern einen Abschluss für Werkmeister und in drei Semestern einen Betriebstechnikerabschluss ermöglicht. Der Besuch der Fachschule setzt den Volksschulabschluss und eine längere Berufstätigkeit oder eine Lehre voraus. Diese Vollzeitweiterbildung ist auch im Rahmen der Maßnahmen der Reichsregierung zu sehen, die „das Ziel verfolgen, die Arbeitsbereitschaft der jugendlichen Erwerbslosen aufrechtzuerhalten und verderbliche Einflüsse und Versuchungen aus ihrem Umfeld zu neutralisieren“.
Die hohe Arbeitslosigkeit in der Weltwirtschaftskrise ab 1929, die Expansion der chemischen Industrie sowie der hohe Bedarf an chemischen Untersuchungen in der stahlerzeugenden Industrie und im Bergbau förderten auch im Ruhrgebiet die Entstehung neuer vollschulischer Berufe in der Chemie. Zeitgleich mit den Richtlinien zur Ausbildung und Prüfung von Chemotechnikern des preußischen Ministeriums für Handel vom 28. August 1931 wurde deshalb die Bochumer Fachschule um eine Abteilung für Chemotechniker erweitert. Für deren Besuch wurden als schulische Vorbildung die Mittlere Reife oder ein guter Volksschulabschluss, eine längere praktische Tätigkeit und eine Aufnahmeprüfung vorausgesetzt, aber keine Berufsausbildung. Die Ausbildung konnte in drei Semestern in Vollzeitform oder entsprechend länger in Abendkursen abgeschlossen werden. Neben der Hauptstelle in der Innenstadt bestanden in vielen der 1929 eingemeindeten Vorstädte Nebenstellen der Pflichtberufsschule.
Die Sparverordnungen zur Überwindung der Weltwirtschaftskrise bedingten auch in Bochum einschneidende Gehaltskürzungen für die Berufsschullehrer, die Zusammenlegung von Klassen mit bis zu 40 Schülern, die Reduzierung der Wochenstundenzahl und die teilweise Aufhebung der Berufsschulpflicht.
Mit der „Machtergreifung“ der Nationalsozialisten 1933 hielt die nationalsozialistische Weltanschauung sofort durch die neuen Schulfächer Volks- und Staatskunde und Reichskunde Einzug in die Berufsschule. Im selben Jahr wurde durch die Hitlerjugend und die Deutsche Arbeitsfront (DAF) der Reichsberufswettkampf ins Leben gerufen, in dem die berufliche Praxis, die Berufstheorie, Deutsch, Rechnen, Allgemeine Staatskunde und Sport überprüft wurde. Zu den ersten Reichssiegern des Wettbewerbs gehörte einer der wichtigen Ausbildungsbetriebe in Bochum, der Bochumer Verein – dieser erfüllte damit eine der Vorbedingungen, um 1937 als NS-Musterbetrieb anerkannt zu werden. Im Bochumer Verein eröffnete die DAF ebenfalls 1937, in Konkurrenz zur Bochumer Betriebsfachschule, das erste betriebliche Berufserziehungswerk. Um den geänderten Anforderungen gewachsen zu sein, wurden zum 1. April 1937 etwa 50 kaufmännische Klassen (z. B. für Textil- und Lebensmittelverkäufer, die bisher die gewerbliche Berufsschule besucht hatten) an die kaufmännische Schule der Industrie- und Handelskammer Bochum überwiesen und 1940 folgten diesen noch einige Postjungboten-Klassen.
Im Zuge der Gleichschaltung des öffentlichen Dienstes wurde am 1. Mai 1934 per Reichserlass das Reichsministerium für Wissenschaft, Erziehung und Volksbildung (RMfWEV, REM) errichtet. Dadurch ging die Schulhoheit von den Ländern auf das Reich über, zugleich wurde die Basis für eine hierarchische Organisation des Berufsschulwesens geschaffen. Die Abteilung für Berufs- und Fachschulen im REM initiierte in den nächsten Jahren einige wichtige Änderungen, die bis heute nachwirken. Seit dem 29. Oktober 1937 „gab es nur noch drei Typen beruflicher Schulen:
1. Berufsschulen als lehrzeitbegleitende Teilzeit-Pflichtschulen,
2. Berufsfachschulen als berufsvorbereitende freiwillige Vollzeitschulen,
3. Fachschulen als berufsergänzende freiwillige Vollzeitschulen“[39]

Am 6. Juli 1938 wurde das Gesetz über die Schulpflicht im Deutschen Reich (Reichsschulpflichtgesetz) verabschiedet, das zum großen Teil auf den in den Jahren 1921 bis 1928 erarbeiteten Entwürfen eines Reichsschulgesetzes basierte. So wurde in diesem Gesetz festgelegt, dass sich an die achtjährige Volksschulpflicht ein dreijähriger Pflichtbesuch der Berufsschule anzuschließen hat. Die Dauer des wöchentlichen Pflichtunterrichts wurde am 5. Juni 1940 auf sechs Wochenstunden für allgemeingewerbliche und 8 Wochenstunden für kaufmännische und gewerbliche Berufsschulen mit Fachzeichenunterricht festgelegt. Gleichzeitig wurden verstärkte Bemühungen unternommen, die Betriebsausbildung und den Berufsschulunterricht durch Reichslehrpläne zu vereinheitlichen und stärker aufeinander zu beziehen.
Vor Beginn des Zweiten Weltkriegs 1939 besuchten 6103 Schüler die Städtischen gewerblichen Berufs- und Fachschulen, wie sie jetzt bezeichnet wurden. In den folgenden Jahren war ein geordneter Schulbetrieb kaum noch möglich, da viele Gewerbelehrer zum Kriegsdienst eingezogen wurden und die Berufsschulgebäude und Werkstätten an der Wittener Straße und an der Trankgasse durch die Luftangriffe auf die Bochumer Innenstadt 1943–1945 starke Schäden erlitten. Durch Erlass vom 1. September 1944 (Runderlass des RMfWEV vom 1. September 1944 – RV391/44) wurden alle Schulen geschlossen, die auf freiwilligem Schulbesuch basierten, also auch die Betriebsfachschule und die Klassen für Chemotechniker. Sämtliche freiwilligen Schüler wurden kriegsdienstverpflichtet und die Lehrkräfte auf die wegen des Kriegs unter Personalmangel leidenden Pflichtberufsschulen verteilt.

### 1945 bis 1957: In der Erneuerungsphase und der Aufbau der Berufsschulen am Ostring
Im Zusammenhang mit der Gründung des Landes Nordrhein-Westfalen am 17. Juli 1946 erlaubte die britische Besatzungsmacht in Bochum die Aufnahme eines Schulbetriebs mit dem aus der Vorkriegszeit überlieferten Schulsystem. Am 10. Juli 1946 wurde der Unterricht an den Berufs- und Fachschulen unter städtischer Trägerschaft nach Genehmigung der Besatzungsbehörde mit zwölf bei der Stadt Bochum angestellten Lehrern wieder aufgenommen. An der Pflichtberufsschule wurden 1253 Schüler in 45 Klassen in den Berufsgruppen Metallgewerbe, Baugewerbe, Bekleidungsgewerbe und Nahrungsgewerbe beschult. Unterrichtet wurde in den berufsbezogenen Fächern Fachkunde, Fachrechnen und Fachzeichnen, wobei sich die beiden letzten Fächer an der Fachkunde orientierten und den allgemeinbildenden Fächern Religion (seit 1948), Bürgerkunde und Geschäftskunde (später: Wirtschaftskunde). Mangels geeigneter Räume fand der Theorieunterricht im Volksschulgebäude Feldsieper Straße 94 statt. Für den Werkstattunterricht wurden in eigener Regie die Ruinen an der Trankgasse hergerichtet.
Da der Schulleiter Anton Cramer 1946 wegen Krankheit in den Ruhestand ging, wurde der Fachvorsteher Josef Fickermann am 1. März 1947 neuer Berufsschuldirektor. Die berufsschulpflichtigen Jugendlichen wurden 1946/1947 mit sechs bis acht Unterrichtsstunden beschult. Ab dem 15. April 1947 wurden auch wieder freiwillige Schüler in die Betriebsfachschule und Fachschule für Chemotechniker aufgenommen. In Tagesform konnte nach einem Jahr die Prüfung als Betriebstechniker abgelegt werden. Die Teilzeitform schloss nach zwei Jahren als Werkmeister und nach drei Jahren als Betriebs- bzw. Chemotechniker ab. Gleichzeitig erhielt die Bochumer Berufsschule die vorläufige Genehmigung, mit Aufbaulehrgängen zum Erwerb der Fachschulreife zu beginnen. Als eine der ersten Schulen führte die Bochumer Berufsschule im März 1950 Abschlussprüfungen zur Fachschulreife durch. Ostern 1950 wurde mit 27 Schülern der Unterricht in der Gewerblichen Berufsfachschule aufgenommen. Volksschulabsolventen wurden in einem Jahr theoretisch und praktisch auf eine Berufsausbildung vorbereitet. Am 15. Januar 1951 besuchten wieder 3894 Schüler und 87 Schülerinnen die Gewerblichen Berufs-, Berufsfach- und Fachschulen. Von diesen hatten 0,5 % Abitur und 6,9 % Mittlere Reife oder Obersekundareife. Den Unterricht erteilten 56 hauptamtliche und 51 nebenamtliche Lehrer.
Durch den Kultusminister-Erlass vom 4. Februar 1953 wurde die Abteilung für Werkmeister der Fachschule aufgelöst. Die Werkmeisterkurse der Fachschule wurden durch Industriemeisterlehrgänge der Industrie- und Handelskammer abgelöst. Die Abteilungen Betriebstechnik und Chemotechnik richteten sich jetzt an berufserfahrene Bewerber, die in 1440 Unterrichtsstunden in drei Jahren in Teilzeitunterricht (12 Unterrichtsstunden pro Woche) oder einem Jahr in Vollzeitunterricht (36 Unterrichtsstunden pro Woche) zur Prüfung geführt wurden.
Nach längerer Planung begann am 15. November 1952 der Neubau der gewerblichen berufsbildenden Schulen auf dem Grundstück zwischen Scharnhorststraße (heute Moritz-Fiege-Straße), Ostring, Wittener Straße und Eisenbahntrasse, auf dem unter anderem das kriegszerstörte Kreishaus gestanden hatte. Im Juni 1955 wurde das Gebäude 1 für das Metallgewerbe bezogen. Der Bochumer Künstler Ignatius Geitel gestaltete Flure und Räume des Hauses farbig. Das Gebäude 2 (Bau-, Bekleidungs-, Nahrungs- und Kunstgewerbe) war im Rohbau fertig. Das Gebäudeensemble wurde 2004 unter Denkmalschutz gestellt. Die Anzahl der Schüler stieg weiter, am 15. November 1955 besuchten 6849 Schüler die Schule. Sie wurden von 58 hauptamtlichen und 49 nebenamtlichen Lehrern fünf bis sechs Stunden je Woche unterrichtet.
Im Jahr 1957 konnte die Berufsschule für Jungen den restlichen Teil der Neubauten am Ostring beziehen. In Verbindung damit wurde die Schule am 1. Oktober 1957 in die beiden Anstalten Städtische Gewerbliche Berufs-, Berufsfach- und Fachschulen 1 (Metallgewerbe) (GBS1) mit 4153 Schülern und Städtische Gewerbliche Berufs- und Fachschulen 2 (Bau-, Kunst-, Nahrungs-Bekleidungsgewerbe) (GBS2) mit 2815 Schülern aufgeteilt. Die beiden Schulen tragen heute die Namen Technische Berufliche Schule 1 und Walter-Gropius-Berufskolleg. In den Werkstätten wurde eine offizielle Kursstätte des Deutschen Verbands für Schweißtechnik (DVS) eröffnet, die über 50 Jahre an der Schule bestand und erst im Jahr 2012 mangels Masse aufgelöst wurde.

### 1957 bis 1994: Stabilisierung und Erweiterung des Angebots
Der Berufsschuldirektor Josef Fickermann leitete die Gewerblichen Berufs-, Berufsfach- und Fachschulen 1 weiter, bis er 1962 in den Ruhestand versetzt wurde. Sein Stellvertreter Karl Beuckelmann, seit 1959 in diesem Amt, wurde am 1. April 1963 Berufsschuldirektor. Mit Ablauf des Jahres 1963 wurde der Gewerbeoberlehrer Heinrich König neuer Direktorstellvertreter. Am 15. November 1963 besuchten 4394 Schüler die GBS1, so dass von 41 hauptamtlichen Lehrern nur durchschnittlich sechs Unterrichtsstunden in der Berufsschule erteilt wurden. Damit alle Berufsschüler in Bochum annähernd den gleichen Unterrichtsumfang haben konnten, beschloss der Stadtrat, mit Beginn des Schuljahres 1964/1965 die Abteilung Kraftfahrzeugbau von der GBS1 zur GBS2 zu verlegen. 28 Klassen und nur ein Lehrer wechselten die Schule.
Insgesamt 4249 Schüler besuchten 1965 die GBS1 in 130 Berufsschulklassen, 15 Fachschulklassen, 11 Klassen der Berufsaufbauschule und einer Berufsfachschulklasse. Sie wurden von 42 hauptamtlichen und 63 nebenamtlichen Lehrkräften beschult. Mit Wirkung vom 1. April 1966 wurden die Laufbahnen der Berufsschullehrer den Gymnasiallehrern angeglichen: Gewerbeoberlehrer wurden Studienräte, Fachvorsteher wurden Oberstudienräte, Abteilungsleiter wurden Studiendirektoren und Berufsschuldirektoren wurden Oberstudiendirektoren.
Die bildungspolitische Diskussionen im sechsten Jahrzehnt führten zu diversen Reformen im deutschen Bildungswesen, die auch Auswirkungen auf die GBS1 hatten. Die Dauer der gewerblich-technischen Berufsfachschule wurde 1966 von einem auf zwei Jahre verlängert, so dass neben einer beruflichen Grundbildung im Metallbereich auch die Fachoberschulreife erreicht werden konnte.
Im Rahmen der Angleichung der Höheren Fachschulen an das europäische Hochschulsystem wurden Ingenieurschulen 1969 zu Fachhochschulen, statt der Fachschulreife wurde die Fachhochschulreife nach dem zwölften Schuljahr eingeführt. An der GBS1 wurde deshalb 1969 eine Fachoberschule (FOS) eingerichtet, während die Berufsaufbauschule auslief. Unterrichtet wurde an der FOS sowohl in Vollzeitform als auch berufsbegleitend abends in Teilzeitform. Bewerber, die nach dem Hauptschulabschluss eine Berufsausbildung abschlossen, konnten in der FOS10 in einem Jahr die Fachoberschulreife nachholen. Der erste Jahrgang begann mit 374 Schülern in 14 Klassen, die von einem hauptamtlichen und 21 nebenamtlichen Lehrern unterrichtet wurden. Der Schulname ändert sich in Städtische Gewerbliche Berufs-, Berufsfach-, Fach- und Fachoberschulen 1 (GBS1). Wegen Anerkennungsproblemen in der Kultusministerkonferenz wurde die FOS10 schon 1977 durch die eineinhalbjährige Berufsaufbauschule ersetzt.
Das Berufsbildungsgesetz von 1969 stellte die betriebliche Ausbildung auf eine gesicherte rechtliche Basis und war Grundlage der Neuordnung von 1972 für die industriellen Elektroberufe, deren Regelungen noch meist aus der Vorkriegszeit stammten. Das System der Stufenausbildung aus zweijährigen Grundberufen und darauf aufbauenden eineinhalbjährigen Fachberufen sah einen Theorieunterricht vor, der gleiche Inhalte auf unterschiedlichen Niveaustufen zweifach behandelte. Eine gemeinsame Beschulung von Auszubildenden der Industrie mit Handwerkslehrlingen oder Fernmeldehandwerkern der Deutschen Bundespost war daher nur schlecht möglich.
Die Fachschulen wurden 1968 von der Kultusministerkonferenz als Orte einer „vertieften beruflichen Aus- und Weiterbildung“ bezeichnet. Im Zuge dieser Veränderungen wurde 1972 an der GBS1 die Ausbildungszeit der Fachschule in Vollzeitform auf zwei Jahre und in Teilzeitform auf vier Jahre verlängert.
Eine Sonderform der Teilzeit-Fachschule Betriebstechnik für Schichtarbeiter bot vormittags und abends parallelen Unterricht an, so dass die Schüler je nach Lage der Arbeitszeit wahlweise den Unterricht morgens oder abends besuchen konnten. Die Fachschule für Chemotechnik wurde nun eindeutig im Weiterbildungsbereich verortet und in Fachschule für Chemietechnik umbenannt. Auf Bundesebene wurde die Ausbildung und Prüfung in Fachschulen mit zweijähriger Dauer am 27. Oktober 1980 durch eine Rahmenvereinbarung der Kultusministerkonferenz vereinheitlicht.
Durch das Zechensterben der 1960er Jahre gingen nicht nur Arbeits-, sondern auch Ausbildungsplätze im Chemiebereich verloren, z. B. in der Qualitätskontrolle der Zechen. Um diese Folgen zu mindern und weil die Chemotechnikerausbildung als Erstausbildung beendet war, erweiterte die GBS1 im Jahr 1976 die Berufsfachschule um eine vollschulische Berufsausbildung zum chemisch-technischen Assistenten (CTA). Schüler mit mittlerer Reife erwarben in zwei Jahren einen Berufsabschluss. In einer Sonderklasse konnten Angehörige der Goetheschule, die in der gymnasialen Oberstufe einen Leistungskurs Chemie belegt hatten, in drei Jahren neben dem Abitur den CTA-Berufsabschluss erwerben. Diese vorweg genommene Verbindung allgemeiner und beruflicher Bildung endete mit der erneuten Reform der gymnasialen Oberstufe 1995. Ab 1979 gab es zusätzlich den Ausbildungsgang physikalisch-technischer Assistent (PhyTA), welcher einige Jahre später vom informations-technischen Assistenten abgelöst wurde.
Als weitere Maßnahme zur Bekämpfung des seit 1975 herrschenden Mangels an Ausbildungsplätzen und zur Ausbildungsvorbereitung im Berufsfeld Metalltechnik richtete die GBS1 ab dem Schuljahr 1978/1979 Klassen des Berufsvorbereitungsjahrs ein, das später in ein Berufsgrundbildungsjahr umgewandelt wurde.
Nach langer Tätigkeit ging 1982 der stellvertretende Schulleiter Heinrich König in den Ruhestand. Ihm folgte 1983 Fritz Erven, der aber schon im nächsten Jahr mit 50 Jahren starb.
Im Jahr 1985 wurde Hermann Meyer dessen Nachfolger als stellvertretender Schulleiter. Im folgenden Jahr erreichte Karl Beuckelmann nach 26 Jahren in der Schulleitung die Altersgrenze. Neuer Schulleiter wurde 1987 Siegfried Strauß, Leiter der GBS1, der die Schule, wie auch Hermann Meyer, schon als Berufs- und Berufsaufbauschüler besucht hatte.
1987 erfolgte die nächste Neuordnung der industriellen Elektroberufe und des Fernmeldehandwerkers der Deutschen Bundespost als Reaktion auf die durch die technologischen Umbrüche gestiegenen Anforderungen, aber vor allem durch Abschaffung der in die Kritik geratenen Stufenausbildung. Die Mehrzahl der teilweise von 1937/1938 stammenden Ausbildungsordnungen der industriellen Metallberufe wurden überarbeitet. Die Ausbildungsdauer betrug bei allen Berufen mindestens drei Jahre.
Auch mit der Neuordnung der handwerklichen Metall- und Elektroberufe, die 1988 abgeschlossen wurde, wurde analog zur Industrie eine berufliche Handlungsfähigkeit angestrebt, die selbständiges Planen, Durchführen und Kontrollieren beinhaltete. Im Unterricht der Berufsschule erforderte dies eine verstärkte Berücksichtigung von handlungs- und projektorientierten Verfahren. Nach dem neuen Rahmenlehrplan änderten sich auch Bezeichnungen und Anzahl der Unterrichtsfächer: Religion, Deutsch, Politik und Sport als berufsübergreifende Fächer und Technologie, Technische Mathematik, Technisches Zeichnen und Wirtschaftslehre als berufsbezogene Fächer.
Im Jahr 1993 beschlossen Schulamt und Schulausschuss eine Neuorganisation des beruflichen Schulwesens in Bochum. Die über hundert Jahre bestehende Jacob-Mayer-Schule in Wattenscheid (Gewerblich-hauswirtschaftliche Berufs-, Berufsfach- und Fachschule 4) als Bündelschule wurde aufgelöst.
Die hauswirtschaftlichen und sozialpädagogischen Klassen wechselten zur GBS3 (Alice-Salomon-Berufskolleg). Die Fachschule, die Elektro- sowie die Metallklassen der Berufsschule wurden in die GBS1 integriert, der schulische Zweig der Fachoberschule, die zweijährige Berufsfachschule Metalltechnik und Tankwarte in die GBS2 (Walter-Gropius-Berufskolleg). Die GBS1 änderte nach dem neuen Zuschnitt ihren Namen in Technische Berufliche Schule 1 (TBS1).
Nach der Neuordnung im Jahr 1993 wurden an der TBS1 nach dem Statistischen Jahrbuch der Stadt Bochum 85 Berufsschulklassen der Berufsfelder Metall-, Elektro- und Chemietechnik, 7 Klassen der Assistentenberufe, 52 Klassen der Fachschule Maschinen-, Elektro- und Chemietechnik und zwei Klassen der Fachoberschule mit 3140 Schülern und 262 Schülerinnen unterrichtet.

### 1994 bis heute: Vereinheitlichung des Bochumer Berufsschulwesens und das Berufskolleg
Der Umbau des Werkstattgebäudes mit den ehemaligen Räumen für manuelle Metallbearbeitung und Zeichenbrettern in ein Technologiezentrum mit CAD-, CNC-, Informatik-Räumen sowie einem Labor für Gebäudesystemtechnik war 1997 abgeschlossen. Auf dem Dach des Technologiezentrums errichtete der Förderverein der TBS1 die erste Bochumer Schul-Solaranlage. Stadt, Stadtwerke und das Land Nordrhein-Westfalen halfen mit, die Panels mit 10 kWh Spitzenleistung zu finanzieren. Diese speist seitdem die erste freie Stromtankstelle für E-Mobile. Drei Jahre später erweiterte der Förderverein die Anlage um einen gleich großen zweiten Anlagenteil. Die Anlage ist zudem Ausbildungsobjekt für lernende informationstechnische Assistenten, Elektroinstallateure (seit 2003 Elektroniker FR Energie- und Gebäudetechnik) und Studierende der Fachschule Elektrotechnik. Von den vier neuen Ausbildungsberufen in der IT-Technik 1997 wurden IT-Systemelektroniker und Fachinformatiker an der TBS1 beschult, im Berufsfeld Metalltechnik wurde der Ausbildungsberuf Hüttenfacharbeiter zum Verfahrensmechaniker weiterentwickelt. Die Auszubildenden des neuen berufsfeldübergreifenden Querschnittsberufs Mechatroniker werden 1998 an der TBS1 aufgenommen. Die Lehrpläne für diese Berufe sind erstmals nach Lernfeldern geordnet, was eine neue Unterrichtsorganisation erfordert. Erstmals wurde die Fremdsprache Englisch in der Berufsschule in den Unterrichtskanon der berufsbezogenen Fächer aufgenommen, die im Übrigen aus berufsspezifischen Bündelungsfächern bestehen.
Am 1. August 1998 wurden berufsbildende Schulen und Kollegschulen in Nordrhein-Westfalen zu Berufskollegs. Die TBS1 erhielt den Zusatz „Berufskolleg der Stadt Bochum“. Gleichzeitig wurde der Bildungsgang für informationstechnische Assistenten (ITA) eingerichtet, in dem nach drei Jahren gleichzeitig mit dem Berufsabschluss die Fachhochschulreife erworben wurde.
Im Jahr 2000 wurden an der TBS1 nach dem Statistischen Jahrbuch der Stadt Bochum 64 Berufsschulklassen der Berufsfelder Metall-, Elektro-, Informations- und Chemietechnik, 6 Klassen der Assistentenberufe CTA und ITA, 3 Klassen der Berufsfachschule Metalltechnik, 23 Klassen der Fachschule Maschinen-, Elektro- und Chemietechnik und 4 Klassen der Fachoberschule mit 2000 Schülern und 191 Schülerinnen unterrichtet.
2002 wurde eine zweijährige Berufsfachschule mit Schwerpunkt Elektrotechnik für Schüler mit Fachoberschulreife eingerichtet. Dort kann in einem Jahr eine berufliche Grundbildung und in zwei Jahren der schulische Teil der Fachhochschulreife erworben werden. Der an der TBS1 beschulte handwerkliche Ausbildungsberuf Feinwerkmechaniker entsteht aus den vier Berufen Maschinenbaumechaniker, Dreher, Werkzeugmacher und Feinmechaniker.
Die industriellen Ausbildungsberufe wurden 2003 bzw. 2004 wiederum neu geordnet. Geschäfts- und Arbeitsprozesse werden neben den technischen Kompetenzen stärker berücksichtigt. Alle Lehrpläne sind jetzt nach Lernfeldern geordnet. Siegfried Strauß ging in den Ruhestand, und sein Stellvertreter Peter Hille wurde 2004 Leiter der TBS1. Stellvertretender Schulleiter war von 2005 bis 2008 Gerd Leifgen, dem 2009 Thomas Glaß nachfolgte.
Der Bau neuer Chemiefachräume war überfällig, deshalb wurde 2010 ein Klassentrakt des ehemaligen Gymnasiums am Ostring an der Moritz-Fiege-Straße umgebaut. Anschließend wurden die alten Chemie- und Physiklabore zu Informatikfachräumen und Klassenräumen umgenutzt. Dabei wurde die Notwendigkeit einer Anpassung des Brandschutzes an aktuelle Erfordernisse offenbar, weshalb ab 2013 eine umfassende Brandschutzsanierung des Gebäudes Ostring 25 durchgeführt wurde. In diesem Rahmen erfolgte gleichzeitig eine Anpassung aller Fach- und Klassenräume an moderne Sicherheits- und Kommunikationstechnik.
Seit 2015 ist Thomas Glaß Leiter der TBS1 und Ralf Adams sein Stellvertreter. Im Rahmen der Weiterbildung zum staatlich geprüften Techniker der Fachrichtung Elektrotechnik machten Studierende 2015 die Planung und den Bau einer Ladestation für Pedelecs, die ihre Energie aus der Photovoltaikanlage bezieht, zu ihrer Projektaufgabe. Dabei hatte das Team zusätzlich eine zuverlässige Sicherung gegen Diebstahl zu berücksichtigen.

### Zeitlicher Ablauf in einer Gesamtübersicht

Historische Entwicklung der Bochumer Berufskollegs

### Liste der Schulleitungen
| Zeitraum      | Person                                                                                           |
| ------------- | ------------------------------------------------------------------------------------------------ |
| seit 2024     | Ralf Adams                                                                                       |
| 2015 bis 2024 | Thomas Glaß                                                                                      |
| 2004 bis 2015 | Peter Hille                                                                                      |
| 1987 bis 2004 | Siegfried Strauß                                                                                 |
| 1963 bis 1986 | Karl Beuckelmann                                                                                 |
| 1947 bis 1962 | Josef Fickermann                                                                                 |
| 1922 bis 1946 | Anton Cramer                                                                                     |
| 1907 bis 1922 | Wilhelm Grunewald, hauptamtlicher Direktor aller gewerblichen Fortbildungsschulen in Bochum      |
| 1894 bis 1907 | Gerhard Oldenburger, nebenamtlicher Direktor der städtischen gewerblichen Fortbildungsschule     |
| 1876 bis 1894 | Adolf Schütz, nebenamtlicher Direktor der städtischen gewerblichen Fortbildungsschule            |
| 1869 bis 1876 | Hüser, nebenamtlicher Direktor der städtischen gewerblichen Fortbildungsschule                   |
| 1865 bis 1869 | Richard Seidel, nebenamtlicher Direktor der städtischen gewerblichen Fortbildungsschule          |
| 1873 bis 1882 | Friedrich Keßler, Direktor der Provinzial-Gewerbeschule                                          |
| 1856 bis 1872 | Heinrich Bardeleben, Direktor der Provinzial-Gewerbeschule und der Handwerker-Fortbildungsschule |
| 1853 bis 1856 | Ferdinand Bothe, Direktor der Provinzial-Gewerbeschule und der Handwerker-Fortbildungsschule     |
| 1851 bis 1853 | Herrmann Halleur, Direktor der Provinzial-Gewerbeschule und der Handwerker-Fortbildungsschule    |
| 1844 bis 1847 | Crone                                                                                            |

| Zeitraum         | Person             |
| ---------------- | ------------------ |
| 2015 bis 2024    | Ralf Adams         |
| 2009 bis 2015    | Thomas Glaß        |
| 2005 bis 2008    | Gerhard Leifgen    |
| 2000 bis 2004    | Peter Hille        |
| 1984 bis 1999    | Herrmann Meyer     |
| 1983             | Fritz Erven        |
| 1964 bis 1982    | Heinrich König     |
| 1959 bis 1963    | Karl Beuckelmann   |
| 1946(?) bis 1959 | Friedrich Mühlhoff |
| 1946(?) bis 1956 | Heinrich Dettmer   |
| 1930 bis 1945(?) | Karl Klosterberg   |

## Persönlichkeiten
- Anton Becker, 1928–1930 Besuch der Fachschule für Wirtschaft und Verwaltung
- Hans-Jürgen Bradler, Schüler der Berufsschule und 1969–1971 Berufsaufbauschüler der GBS1[57]
- Udo Fiebig, 1987–1995 Berufsschulpfarrer an der GBS1
- Karl und Julius Gremme, vor 1857 Schüler der Gewerbeschule Bochum[58]
- August Haarmann, um 1855–1858 Schüler der Gewerbeschule Bochum
- Klaus Hasenfratz, 1960–1963 Ausbildung zum Dreher beim Bochumer Verein und Berufsschüler
- Josef Kappius: 1924 Metall-Ausbildung, Berufsschüler, Schüler der Betriebsfachschule
- Heinrich Köhler: 1851–1853 Gewerbeschule Bochum, 1854 Gewerbeakademie Berlin, Bauherr Villa Nora in Bochum
- Heinrich Koppers, Schüler der Fortbildungsschule
- Jürgen Konowalski (1950–1990), um 1966–1969 Chemielaboranten-Ausbildung bei den Stahlwerken Bochum, Schüler der Berufsschule, 1968 Deutscher Ruder-Jugendmeister im Vierer ohne Steuermann, ab 1970 Ruder-Leistungszentrum Dortmund mit Teilnahme an den deutschen Meisterschaften, ab 1975 mehrere Hochschul-Meistertitel[59], 1982–1990 Lehrer an der GBS1 für Chemietechnik und Sport
- Fritz Kuhr, 1913–1916 Schüler der Fortbildungsschule
- Peter Märkert, um 1980 Schüler der Berufsschule
- Hermann Peters, Maler und Grafiker, um 1925 Leiter einer grafischen Werkstatt der damaligen Handwerkerschule Bochum
- Heinrich Schmiedeknecht, um 1895 Tischlerlehre und Schüler der Fortbildungsschule[60]
- Michael Schugt, um 1988 Schüler der Fachoberschule, Professor am Institut für Elektromobilität der Hochschule Bochum[61]
- Heinz Oskar Vetter, um 1932 Schüler der Berufsschule, 1934–1937 Lehre als Maschinenschlosser